# Ivari Padar

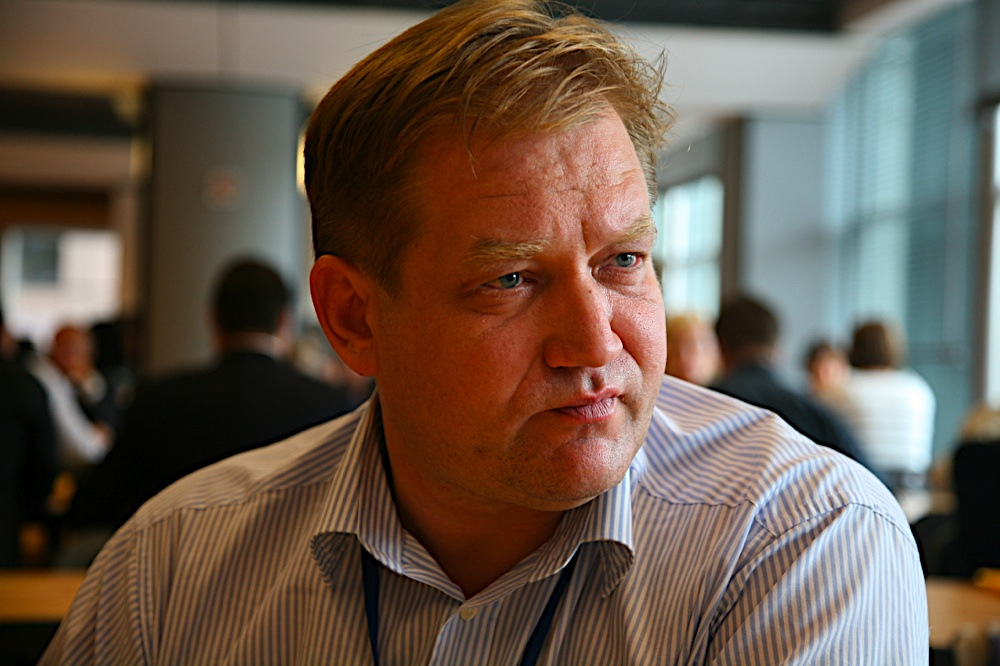
Ivari Padar 2010

Ivari Padar, född 12 mars 1965 i Navi i Estniska SSR, Sovjetunionen, är en estnisk politiker.
Ivari Padar var efter sin grundutbildning fram till 1989 bonde och snickare och arbetade 1991-92 som lågstadielärare i Võru. Han studerade historia vid Universitetet i Tartu, där han tog kandidatexamen 1995.
Han var biträdande borgmästare i Võru 1993-94, ordförande i länet Võrus bondeorganisation 1994-95. Han var jordbruksminister 1999-2002, ordförande i Võru stadsstyrelse 2002-05 och ledamot av Estlands parlament 2003-07. Han blev finansminister i april 2007 och var ordförande i Estlands socialdemokratiska parti 2003-09.
Från 2009 till 2019 var han ledamot i Europaparlamentet. I parlamentet var han ledamot av utskottet för ekonomi och valutafrågor, delegationen till de parlamentariska samarbetskommittéerna EU-Kazakstan, EU-Kirgizistan och EU-Uzbekistan samt för förbindelserna med Tadzjikistan, Turkmenistan och Mongoliet, utskottet för medborgerliga fri- och rättigheter samt rättsliga och inrikes frågor och delegationen till den parlamentariska associeringskommittén EU–Ukraina.
Under sin period i Europaparlamentet var han dessutom suppleant för utskottet för industrifrågor, forskning och energi, delegationen för förbindelserna med Folkrepubliken Kina, utskottet för regional utveckling, särskilda utskottet för frågor om organiserad brottslighet, korruption och penningtvätt, utskottet för sysselsättning och sociala frågor, utskottet för jordbruk och landsbygdens utveckling och delegationen till de parlamentariska samarbetskommittéerna EU–Kazakstan, EU–Kirgizistan, EU–Uzbekistan och EU–Tadzjikistan samt förbindelserna med Turkmenistan och Mongoliet.